# 蒂萨莫焦罗什
蒂萨莫焦罗什（匈牙利語：Tiszamogyorós）是匈牙利索博尔奇-索特马尔-拜赖格州所辖的一个村。总面积10.25平方公里，总人口647，人口密度63.1人/平方公里（2011年1月1日）。